# KYMCO
KYMCO е тайвански производител на скутери, мотоциклети и ATV.

## История
Kwang Yang Motor Company, или Kymco, е създадена през 1963 г. като съвместно предприятие с Honda Motor Co. за производство на велосипеди, мотоциклети и компоненти. Honda навлиза на тайванския пазар в началото на 60-те години на XX век, стартирайки първите си производствени операции там през 1961 г. Kymco е официално лансиран през юни 1964 г., и до 1967 г. е построил своя собствена централа. Тогава започва и строителството на първия производствен завод на компанията.
До средата на 70-те години Kymco разширява производството си от компоненти до цели превозни средства. Компанията бързо се превръща във водещ производител на скутери и леки мотоциклети в Тайван. Общото производство на мотоциклети на Kymco отдавна надхвърля 500 000 на година.

### Kymco в България
През 2014 добавихме и България като част от глобалната мрежа на компанията. През последните пет десетилетия Кимко пуска на пазара повече от 10 милиона скутера, мотоциклета, електрически велосипеда, Side-by-Side и ATV-та, с годишни приходи от продажби над 1 милиард евро.
През 2017 година отново надскача конкуренцията със създаването на революционната платформа Noodoe. Тя предлага на водачите постоянна връзка между скутера и техния телефон, връзка с интернет, достъп до първата навигация за двуколесни превозни средства, актуална прогноза за времето и др.

## Продукти

### Скутери
- 150XLS
- Activ 50/125
- Agility 50/125
- Agility City A/C 125/150/200
- Agility 16+ 300I
- KB 50
- CV 3 550i
- AK550
- Bet & Win 50/125/150/250 (известен също като Его)
- Caro 100
- Cherry 50/100
- Cobra Cross 50
- Cobra Racer 50/100
- Compagno 110i[1]
- Dink 50 A/C
- Dink L/C
- Dink/Yager 125
- Dink 150/200
- DJ 50 S
- Downtown 125i/200i/250i/300i/350i
- Nikita 300/125 (известен като Downtown в САЩ, Канада и Европа)
- Easy 100 (известен също като Free LX 100/110)
- Ego 125
- Espresso 150
- Famous 110
- Filly 50LX
- G3
- Grand Dink (известен като Grand Vista в САЩ и Frost в Канада) 125/150/250
- Heroism 125/150-豪邁
- Jockey 125
- Like 50/125/200i/200i XL/125 EV
- Miler 125
- Movie 50
- Movie XL 125/150
- MyRoad 700i
- New Sento 110cc
- People 50
- People S 50
- People 125
- People S 125
- People 150
- People S 200
- People S 200 i
- People 250
- People S 250
- People S 250i
- People S 300i >2008
- People GT 200i/300i
- People One 125i
- Sento 50
- Sento 100
- Sooner 100
- Super 8 125/150
- Super 9
- Top Boy 50 On/Off Road
- V-Link
- Vitality 50 (2-тактови и 4-тактови модели)
- Vivio 125
- VJR 125
- Xciting 250/300/300 Ri/400I/500/500 Ri
- X-Town 300i
- Yager 125
- Yager GT 125
- Yager GT 200i
- Yup 50/250
- ZX 50

### Мотоциклети
- Activ 110/125
- Axr 110
- Cruiser 125
- CK1 125[2]
- Grand King 125/150
- Hipster 125 2V
- Hipster 125 4V (H/Bar and L/Bar)
- Hipster 150
- Jetix 50/125
- KTR/KCR 125/150
- K-Pipe 50/125
- Pulsar/CK 125
- Pulsar Luxe 125
- Pulsar S 125
- Quannon (known as KR Sport in the U.S.)
  - Kymco Quannon 125/150/150 Fi
  - Kymco Quannon Naked 125
- Spade 150
- 2018 Kymco Spade 150Spike 125
- Stryker 750 (on- and off-road)
- Stryker 550 (on- and off-road)
- Visa R110
- VSR 125i
- Venox 250
- Venox 1000i
- Zing 125/150

### ATV
- KXR 50/90
- KXR 250 (на път)
- Maxxer 300 450i
- Mongoose KXR250
- MXer 50
- MXer 125
- MXer 125 (на път)
- MXer 150
- MXer 150 (на път)
- MXU 50/150/250/300/400/500/500i IRS
- MXU 450i/550i/700i
- UXV 450i/500i/700i